# Cinnamomum contractum
Cinnamomum contractum är en lagerväxtart som beskrevs av Hsi Wen Li. Cinnamomum contractum ingår i släktet Cinnamomum och familjen lagerväxter. Inga underarter finns listade i Catalogue of Life.